# 거상
《거상》(巨商)은 AK 인터렉티브에서 개발하고 서비스하는 MMORPG이다. 2001년 7월 임진록2+ 조선의반격의 게임파일을 이용한 알파 테스트를 실시, 이후 2002년 5월경 부분 유료화로 전환하였다. 조선시대를 배경으로 하며, 임진록에서 나온 기술과 장수들을 옮겨왔다. 게임을 진행하는 방식은 장사로 이윤을 남기는 방식과 전투로 레벨을 올리는 방식이 있다.
당초 거상은 조이온 엔터테인먼트 사에서 개발하고 감마니아 코리아 사에서 운영을 담당하였으나 2005년도에 운영권이 조이온으로 이관되었고 2008년에 게임의 판권 전반을 AK인터렉티브에서 인수하여 개발과 운영을 전담하고 있으며, 조이온 사는 온라인게임 사업에서 철수하였다.

## 게임 시스템
포괄적으로 시스템을 나누면 전투, 경제시스템으로 나뉜다.
세부적으로 시스템을 나누면 교역 시스템, 전투시스템, 확률적인 도박 시스템등으로 나뉜다.

### 전투 시스템
교역뿐만 아니라 전투를 통해서 퇴치한 몬스터가 드랍하는 아이템도 매매의 대상이 된다. 전투는 실시간 전략 형태로 이루어지며, 동료와 파티를 맺어 협력하여 대전할 수도 있다. 용병과 장수, 2차 장수, 몬스터를 고용하여 전력을 보충하는 것이 보편적인 방법이다. 무도장이라는 곳에서는 다른 사람과 대인전을 할 수도 있다.
용병은 최대 11명까지 고용할 수 있으며, 일정 레벨에 다다르면 장수로 전직할 수 있다. 장수의 인원수 제한은 유료 아이템을 사용하지 않을 경우 3명이지만, 유료 아이템 손자병법을 사용하면 최대 8명까지 고용할 수 있다. 일정 레벨만큼 성장하면 2차 장수로 전직할 수 있는 장수도 있다.
몬스터의 경우 일부는 유료아이템인 봉인의 돌을 통해 고용할 수 있으며, 이때 사용되는 봉인의 돌 개수는 몬스터에 따라 다르다. 과거에는 몬스터의 경우 2마리까지만 고용가능 했으나, 지금은 무한대로 고용이 가능하며 몬스터 3종류와 유료 아이템 봉인의 서를 이용한 몬스터 전직또한 가능하다.

### 주술 연마 시스템
도입 당시에는 종류가 많지 않았지만 업데이트를 통해 거의 모든 아이템을 주술 연마할 수 있게 되었다. 주술 연마한 아이템의 이름 앞에는 <> 표시로 주술서의 이름이 붙으며, 이것을 장비하면 전투 중에 주술 연마의 효과를 받을 수 있다.

### 기타 시스템
무도장에서 총40단계로 이루어진 일종의 미니게임식 모의전투기능이 존재한다. 경험치나 드롭템은 주어지지않지만, 자신이 가지고 있는 최대 마력과 전략을 활용하여 최소의 시간, 최소의 마법력을 이용하여 적을 얼마나 효율적으로 제압하느냐에 따라 등수및 점수가 갈리는 실력테스트같은 것이며, 일종의 랭커시스템이다.
(최근 패치로 경험치 두루마리-상급, 신수 변신서를 얻을 수 있게 됨.)
일정단계에 진입하면 용맹의 증표라는 아이템을 얻게되는데, 이는 더 높은 단계를 클리어할수록 받는 개수가 증가한다. 용맹의 증표는 주술, 각종 레어아이템의 재료로 활용되는 중요한 아이템이다.
또한 무도장 모의전투기능은 캐릭터(주인공) 전직시에도 이용된다.

#### 레어 아이템 정보
- 거상짱 참조

#### 용병 시스템
각국 용병은 해당국가에서 고용가능하다.
인도용병은 특정 용병을 이용해 인도지역에서 변환가능하다.

##### 조선
| 분류          | 세부 종류 | 정보 | 정보   | 정보   | 정보 | 정보     | 정보                            | 정보 |
| 분류          | 세부 종류 | 힘   | 민첩성 | 생명력 | 지력 | 타격저항 | 마법저항                        | 기술 |
| 용병          | 활잡이    | 20   | 20     | 10     | 0    | 0        | 0                               |      |
| 용병          | 의술사    | 20   | 20     | 10     | 15   | 0        | 0                               |      |
| 용병          | 칼잡이    | 30   | 21     | 20     | 0    | 0        | 0                               |      |
| 용병          | 기마궁수  | 18   | 18     | 12     | 0    | 0        | 0                               |      |
| 용병          | 파계승    | 25   | 20     | 10     | 5    | 0        | 20                              | 회복 |
| 용병          | 유생      | 15   | 20     | 15     | 6    | 0        | 10                              | 마비 |
| 용병          | 창잡이    | 34   | 20     | 16     | 0    | 0        | 0                               |      |
| 용병          | 조선짐꾼  | 40   | 10     | 10     | 0    | 0        | 0                               |      |
| 1차 장수      |           |      |        |        |      |          |                                 |      |
| 이순신        | 40        | 60   | 50     | 20     | 0    | 0        | 기공신포                        |      |
| 허준          | 25        | 30   | 45     | 90     | 0    | 0        | 만천화우                        |      |
| 권율          | 80        | 40   | 40     | 30     | 0    | 0        | 폭뢰격                          |      |
| 신립          | 35        | 65   | 35     | 15     | 0    | 0        | 소화술, 일격필살, 마법의 불화살 |      |
| 사명대사      | 30        | 30   | 40     | 80     | 0    | 20       | 회복, 번개술                    |      |
| 유성룡        | 30        | 40   | 40     | 70     | 0    | 20       | 마비, 포박술                    |      |
| 김시민        | 60        | 40   | 80     | 10     | 0    | 0        | 쐐기찌르기, 연옥술, 격려        |      |
| 2차 장수      |           |      |        |        |      |          |                                 |      |
| 거북차        | 115       | 55   | 315    | 90     | 60   | 50       | 강강수월래                      |      |
| 뇌전차        | 75        | 25   | 260    | 155    | 50   | 60       | 굉뇌                            |      |
| 선무공신      | 150       | 50   | 230    | 60     | 70   | 20       | 철벽, 침묵                      |      |
| 시호충장      | 100       | 160  | 120    | 80     | 30   | 30       | 백만시, 충신의혼, 마법의 불화살 |      |
| 서산대사      | 100       | 55   | 120    | 225    | 30   | 60       | 회복, 뇌격진                    |      |
| 원화 미실     | 100       | 25   | 200    | 275    | 30   | 70       | 매혹, 정화                      |      |
| 대장군 김유신 | 300       | 45   | 225    | 50     | 70   | 30       | 화염찌르기, 회전창, 격려        |      |

##### 일본
| 분류          | 세부 종류 | 정보 | 정보   | 정보   | 정보 | 정보     | 정보                           | 정보 |
| 분류          | 세부 종류 | 힘   | 민첩성 | 생명력 | 지력 | 타격저항 | 마법저항                       | 기술 |
| 용병          | 조총낭인  | 18   | 25     | 12     | 0    | 0        | 0                              |      |
| 용병          | 음양사    | 25   | 15     | 10     | 10   | 0        | 0                              |      |
| 용병          | 검술낭인  | 38   | 25     | 8      | 0    | 0        | 0                              |      |
| 용병          | 기마무사  | 40   | 25     | 6      | 0    | 0        | 0                              |      |
| 용병          | 닌자      | 30   | 40     | 10     | 0    | 0        | 20                             |      |
| 용병          | 퇴마사    | 18   | 20     | 13     | 10   | 0        | 10                             | 회복 |
| 용병          | 늑대낭인  | 30   | 30     | 10     | 0    | 0        | 0                              |      |
| 용병          | 일본짐꾼  | 40   | 10     | 10     | 0    | 0        | 0                              |      |
| 1차 장수      |           |      |        |        |      |          |                                |      |
| 와키자카      | 40        | 60   | 50     | 20     | 0    | 0        | 일격필살, 6연발                |      |
| 세이메이      | 30        | 30   | 50     | 80     | 0    | 0        | 빙의술                         |      |
| 가토          | 80        | 40   | 60     | 10     | 0    | 0        | 폭뢰격                         |      |
| 고니시        | 80        | 50   | 20     | 40     | 0    | 0        | 쌍검난무                       |      |
| 아사코        | 50        | 70   | 40     | 40     | 0    | 20       | 분신술                         |      |
| 세이쇼우      | 30        | 40   | 50     | 70     | 0    | 20       | 회복, 지진술                   |      |
| 도쿠가와      | 50        | 50   | 50     | 20     | 0    | 0        | 풍백술, 지휘                   |      |
| 2차 장수      |           |      |        |        |      |          |                                |      |
| 지진차        | 115       | 85   | 320    | 60     | 80   | 40       | 격노염폭                       |      |
| 흑룡차        | 50        | 50   | 250    | 155    | 50   | 50       | 천지독살                       |      |
| 도라노스케    | 140       | 60   | 220    | 50     | 50   | 20       | 격노일갈, 그림자이동           |      |
| 쎄스노카미    | 130       | 60   | 210    | 80     | 60   | 30       | 돌격, 쇼군의 부름              |      |
| 아즈미        | 110       | 190  | 150    | 50     | 50   | 40       | 쿠노이치소환, 일격필살, 흡수술 |      |
| 종주 혼간지   | 125       | 50   | 200    | 250    | 50   | 50       | 인형소환술                     |      |
| 쇼군 미나모토 | 275       | 25   | 250    | 75     | 60   | 40       | 화염찌르기, 화염창, 지휘       |      |

##### 대만
| 분류            | 세부 종류 | 정보 | 정보   | 정보   | 정보 | 정보     | 정보                       | 정보   |
| 분류            | 세부 종류 | 힘   | 민첩성 | 생명력 | 지력 | 타격저항 | 마법저항                   | 기술   |
| 용병            | 야수전사  | 40   | 15     | 16     | 0    | 0        | 0                          |        |
| 용병            | 염력사    | 25   | 20     | 10     | 5    | 0        | 0                          | 풍모술 |
| 용병            | 여전사    | 22   | 22     | 10     | 0    | 0        | 0                          |        |
| 용병            | 주술사    | 23   | 23     | 10     | 5    | 0        | 20                         | 회복   |
| 용병            | 봉술가    | 35   | 25     | 20     | 0    | 0        | 0                          |        |
| 용병            | 도끼거한  | 45   | 10     | 20     | 0    | 0        | 0                          |        |
| 용병            | 서양총수  | 15   | 30     | 15     | 0    | 0        | 0                          |        |
| 용병            | 대만짐꾼  | 40   | 10     | 10     | 0    | 0        | 0                          |        |
| 1차 장수        |           |      |        |        |      |          |                            |        |
| 손유창          | 90        | 40   | 40     | 20     | 0    | 0        | 장창소환                   |        |
| 장선화          | 40        | 50   | 10     | 90     | 0    | 0        | 석괴술                     |        |
| 조세림          | 40        | 50   | 55     | 20     | 0    | 0        | 팬더소환                   |        |
| 임평후          | 30        | 40   | 40     | 80     | 0    | 20       | 회복, 암흑화염폭풍         |        |
| 유영복          | 60        | 40   | 80     | 10     | 0    | 0        | 흑룡대차륜                 |        |
| 왕거한          | 90        | 30   | 50     | 20     | 0    | 0        | 만월도끼춤, 야수의혼, 인내 |        |
| 페르난데스      | 40        | 70   | 50     | 20     | 0    | 0        | 독무술, 귀신탄             |        |
| 2차 장수        |           |      |        |        |      |          |                            |        |
| 화룡차          | 115       | 55   | 330    | 60     | 50   | 50       | 맹격화룡파                 |        |
| 봉황비조        | 80        | 50   | 235    | 155    | 20   | 80       | 천벌화시                   |        |
| 크라슈미        | 110       | 130  | 160    | 70     | 20   | 50       | 팬더소환, 전풍             |        |
| 뇌공            | 60        | 80   | 170    | 100    | 40   | 60       | 회복, 휴전부               |        |
| 유민            | 130       | 70   | 270    | 80     | 60   | 30       | 청룡참                     |        |
| 야수왕 맹호     |           |      |        |        |      |          | 맹수돌진, 인내             |        |
| 명사수 페르난도 | 50        | 275  | 150    | 150    | 50   | 50       | 2연발, 귀신탄, 산탄사격    |        |

##### 중국
| 분류      | 세부 종류 | 정보 | 정보   | 정보   | 정보 | 정보     | 정보                 | 정보     |
| 분류      | 세부 종류 | 힘   | 민첩성 | 생명력 | 지력 | 타격저항 | 마법저항             | 기술     |
| 용병      | 화포수    | 37   | 10     | 19     | 0    | 0        | 0                    |          |
| 용병      | 도술사    | 10   | 15     | 15     | 31   | 0        | 20                   | 마력회복 |
| 용병      | 모험가    | 26   | 25     | 15     | 5    | 0        | 0                    | 마비     |
| 용병      | 큰칼무사  | 38   | 22     | 19     | 0    | 0        | 0                    |          |
| 용병      | 무도가    | 35   | 20     | 18     | 0    | 0        | 0                    | 장풍     |
| 용병      | 장창무사  | 30   | 30     | 10     | 0    | 0        | 0                    |          |
| 용병      | 수도승    | 15   | 23     | 10     | 10   | 0        | 0                    | 회복     |
| 용병      | 중국짐꾼  | 40   | 10     | 10     | 0    | 0        | 0                    |          |
| 1차 장수  |           |      |        |        |      |          |                      |          |
| 이령      | 60        | 60   | 50     | 30     | 0    | 0        | 풍쇄탄               |          |
| 순비연    | 40        | 30   | 40     | 80     | 0    | 30       | 마력회복, 빙석술     |          |
| 축융      | 50        | 50   | 70     | 20     | 0    | 0        | 마비, 포박술         |          |
| 조승훈    | 60        | 30   | 60     | 40     | 0    | 0        | 폭뢰격               |          |
| 동방불패  | 80        | 80   | 50     | 40     | 20   | 0        | 비격황룡권           |          |
| 곽후      | 55        | 35   | 80     | 20     | 30   | 0        | 쐐기찌르기, 신창노도 |          |
| 제갈공명  | 25        | 35   | 40     | 100    | 0    | 20       | 회복, 번개술, 지혜   |          |
| 2차 장수  |           |      |        |        |      |          |                      |          |
| 불랑기포  | 170       | 55   | 290    | 60     | 20   | 90       | 앙천대소             |          |
| 발석거    | 130       | 50   | 230    | 105    | 30   | 80       | 승천포               |          |
| 가네샤    | 90        | 50   | 150    | 160    | 40   | 40       | 마비, 유혹, 연폭비접 |          |
| 오행기    | 130       | 40   | 190    | 100    | 50   | 30       | 지천뢰, 생사결       |          |
| 동방은아  | 200       | 75   | 100    | 125    | 40   | 50       | 태극문               |          |
| 패왕 항우 | 375       | 10   | 200    | 25     | 70   | 30       | 냉기폭풍, 용맹       |          |
| 고조 유방 |           |      |        |        |      |          | 마력탄, 지혜         |          |

##### 인도
| 분류       | 세부 종류  | 정보 | 정보   | 정보   | 정보 | 정보     | 정보                     | 정보 |
| 분류       | 세부 종류  | 힘   | 민첩성 | 생명력 | 지력 | 타격저항 | 마법저항                 | 기술 |
| 용병       | 쿠르카전사 | 20   | 45     | 20     | 5    | 20       | 0                        |      |
| 용병       | 암살자     | 10   | 55     | 20     | 5    | 20       | 0                        |      |
| 용병       | 대도병     | 65   | 5      | 25     | 5    | 20       | 0                        |      |
| 용병       | 마술사     | 10   | 10     | 20     | 50   | 0        | 20                       | 마비 |
| 용병       | 치유사     | 10   | 5      | 30     | 50   | 0        | 20                       | 회복 |
| 용병       | 석궁수     | 25   | 30     | 30     | 10   | 10       | 10                       |      |
| 용병       | 대포병     | 50   | 5      | 30     | 10   | 20       | 0                        |      |
| 1차 장수   |            |      |        |        |      |          |                          |      |
| 쿤와르     | 50         | 125  | 50     | 25     | 30   | 10       | 검륜                     |      |
| 바이라     | 25         | 150  | 50     | 25     | 30   | 10       | 전격륜                   |      |
| 발제라     | 125        | 10   | 100    | 25     | 30   | 10       | 폭뢰격                   |      |
| 비비사나   | 40         | 10   | 50     | 150    | 20   | 20       | 암흑폭풍                 |      |
| 사비트리   | 30         | 10   | 80     | 140    | 10   | 30       | 회복, 보호막             |      |
| 궁비라     | 50         | 150  | 45     | 20     | 20   | 20       | 얼음화살, 일격필살       |      |
| 비갈라     | 175        | 10   | 50     | 25     | 30   | 10       | 풍쇄탄                   |      |
| 2차 장수   |            |      |        |        |      |          |                          |      |
| 파쇄차     | 100        | 300  | 200    | 50     | 70   | 30       | 파쇄                     |      |
| 구흐야카   | 50         | 350  | 200    | 50     | 70   | 30       | 은신술, 흡수술, 일격필살 |      |
| 나라야나   | 400        | 25   | 300    | 30     | 70   | 30       | 대검투척, 야수의광기     |      |
| 쿠베라마차 | 75         | 25   | 180    | 375    | 40   | 60       | 눈보라                   |      |
| 라시야     | 50         | 10   | 250    | 350    | 30   | 70       | 신성탄, 다중보호막       |      |
| 아르주나   | 100        | 375  | 150    | 50     | 50   | 50       | 2연사, 쇠뇌차소환        |      |
| 슈크라     | 350        | 25   | 225    | 75     | 80   | 20       | 2연발, 포격              |      |

#### 환수 시스템
| 분류 | 세부 종류 | 정보 | 정보   | 정보   | 정보 | 정보     | 정보     | 정보                       |
| 분류 | 세부 종류 | 힘   | 민첩성 | 생명력 | 지력 | 타격저항 | 마법저항 | 기술                       |
| 환수 | 두신      | 85   | 50     | 285    | 175  | 20       | 50       | 독무, 천구소환(무기착용)   |
| 환수 | 누에      | 105  | 70     | 270    | 115  | 50       | 40       | 사자후, 불기둥(무기착용)   |
| 환수 | 기        | 70   | 80     | 250    | 110  | 30       | 60       | 벽력, 파사의불꽃(무기착용) |
| 환수 | 원공      | 125  | 130    | 255    | 65   | 70       | 30       | 삼라만상, 분노(무기착용)   |

#### 신수강림 시스템
신용등급 100 이상이 된 유저는 신수를 소환할 수 있다.
조선의 NPC(조련사-환)에게서 신수소환 및 신수무기 제작이 가능하다.
신수를 소환할 때에는 자신이 원하는 신수의근원 10개와 봉인의서 3장, 그리고 환수 3마리를 제물로 바쳐야 한다. 신수강림시 받는 스탯은 제물의 레벨의 평균값만큼 받게 된다.
신수의 종류로는 백호,주작,현무,청룡,기린이 있다.
(단, 기린은 특수한 소환 조건을 갖는다. 사신수와 봉인의서 4장, 신수의근원(기린) 10개를 제물로 하여 소환할 수 있다.)
| 분류 | 세부 종류 | 정보 | 정보   | 정보   | 정보 | 정보     | 정보     | 정보                         |
| 분류 | 세부 종류 | 힘   | 민첩성 | 생명력 | 지력 | 타격저항 | 마법저항 | 기술                         |
| 신수 | 백호      | 250  | 150    | 300    | 100  | 80       | 40       | 선풍각, 도약(무기착용)       |
| 신수 | 주작      | 250  | 150    | 200    | 200  | 50       | 70       | 유성우, 봉명음(무기착용)     |
| 신수 | 현무      | 300  | 100    | 350    | 50   | 100      | 20       | 얼음흡수, 파쇄갑(무기착용)   |
| 신수 | 청룡      | 300  | 170    | 180    | 200  | 60       | 60       | 천벌, 여의막(무기착용)       |
| 신수 | 기린      | 400  | 200    | 400    | 200  | 80       | 80       | 소용돌이, 전심전력(무기착용) |

#### 흉수 시스템
신용등급 95 이상이 된 유저는 흉수를 고용할 수 있다.
흉수는 총 4마리로 조선-혼돈/일본-궁기/대만-도철/중국-도올이다.
흉수를 고용하기 위해서는 자신의 국적에 해당하는 전직몬스터 3마리와 흉수의 혼 10개, 봉인의 서 3개를 제물로 하여 조련소에서 고용할 수 있다.
| 분류 | 세부 종류 | 정보 | 정보   | 정보   | 정보 | 정보     | 정보     | 정보                             | 정보                       |
| 분류 | 세부 종류 | 힘   | 민첩성 | 생명력 | 지력 | 타격저항 | 마법저항 | 기술                             | 요구사항                   |
| 흉수 | 혼돈      | 150  | 500    | 200    | 100  | 60       | 60       | 고통의가시, 혼돈의광기(무기착용) | 백룡 / 거산 / 낫잡이       |
| 흉수 | 궁기      | 200  | 100    | 200    | 450  | 50       | 70       | 천우시, 궁기의교활(무기착용)     | 쌍칼잡이 / 설령 / 독조     |
| 흉수 | 도철      | 500  | 150    | 300    | 100  | 80       | 60       | 귀창, 도철의파괴(무기착용)       | 원주민장로 / 타우 / 갑마   |
| 흉수 | 도올      | 200  | 150    | 400    | 100  | 60       | 50       | 죽음의숨결, 도올의끈기(무기착용) | 얼음괴물 / 해태 / 나한동인 |

흉수 고용시에 받는 스탯은 전직몬스터 3마리의 총 스탯/30이다.
신수와는 다르게 4흉수는 용병창에 최대로 두마리까지 보유가 가능하며 같은 종류는 보유가 불가능하다.

#### 생산 시스템
생산 시설을 구입하면 아이템을 생산할 수 있다. 시설의 주인은 생산하는 아이템의 원료와 도구를 창고에 보관하여 이것을 바탕으로 아이템을 생산한다. 원료는 생산하기 전에 사라지며 도구는 작업 중에 점점 줄어든다. 이 작업으로 아이템을 생산하는 양이 정해진다. 생산은 모든 플레이어를 대상으로 아르바이트의 형태로 진행할 수 있다. 시설의 주인은 작업량에 따른 임금을 정하여 아르바이트를 모집한다. 다른 플레이어가 자신의 시설에 미니 게임을 클리어해나가는 것으로 아이템을 만들 수 있다. 시설의 종류에는 농장, 목장, 공장, 무기장, 갑주장이 있다. 미니 게임의 종류로는 창고는 카드 뒤집기, 농장은 과일 받기, 그 이외에는 마작과 한문 읽기가 있다.
이 생산 시설중 일부는 환수 고용을 위한 환수 명패(두신,누에,기,원공)를 생산하기도 하며 이 명패를 사용하기 위해서는 해당국적만 가능하며, 조건은 신용등급95이다.
게임내에서 생산시설의 수는 한정되어 있으므로 잠수유저가 생산시설을 소유하고 있는 것을 방지하기 위해
생산시설에서 생산활동이 이뤄지지 않은지 게임내의 시간으로 190일, 현실시간으로 6일 8시간이 지나면
소유자는 생산시설을 잃게 되며, 생산시설은 경매로 넘어간다.(거상유저들은 이것을 보통 '생시가 터졌다'라고
표현한다.)

#### 개인 거래
개인 사이에서도 교역이 가능하다. 신용등급 6 이상이 필요하며 아이템은 물론 용병과 생산 시설도 교환할 수 있다.
단, 장수 캐릭터와 신수, 흉수는 거래를 할 수 없다.
(흉수패치 이후 전직 몬스터도 거래 가능하게 되었다.)

#### 좌판
신용등급 20 이상이 되면 특수 지형 안에서 좌판을 열 수 있다. 전투 지형 안에서 회복 아이템을 파는 좌판을 여는 등 교역의 폭을 넓힐 수 있다. 저잣거리에서는 신용등급 10부터 좌판을 열 수 있다.
그외에 좌판 검색기능이 있는데, 자신 캐릭터를 오른쪽마우스로 클릭한 후 "좌판 검색"을 하고 아이템 이름의 일부를 검색하면 그 이름이 포함된 아이템을 파는 좌판만 보이게 된다.
참고로 최대 판매 가능 금액은 5억이며 판매금액이 5억이고 소지 금액이 1원 이상일 경우 판매가 불가능하다. ←최근 패치로 인해 캐릭터가 소지가능한 금액이 10억이 되었다 판매 가능금액도 최대 10억으로 바뀜.(2015/09/16 수정)

#### 경매
경매소에 가면 일정한 수수료를 지불하여 판매하고자 하는 아이템을 경매에 붙일 수 있으며, 경매에 올라온 아이템을 입찰할 수도 있다. 현재 입찰가에 최소 1할을 높여 입찰하면 최고 입찰자가 될 수 있으며, 최대 낙찰 금액으로 입찰을 하거나 마지막 입찰에서 일정 시간이 지나게 되면 낙찰이 되어 아이템을 입수할 수 있다.
경매 수수료는 최소 100만냥으로, 100만냥보다 낮은 가격의 아이템에도 적용된다. 아이템은 아무도 입찰하지 않으면 최대 5번 유찰된 후 주막으로 반송된다.
또한, 즉시구매기능을 이용하면 입찰가와 무관하게 그 아이템을 즉시 구입할 수 있다. 즉시 구매시, 해당 물품은 주막으로 배송된다.(구매의 경우엔 굳이 경매소에 가지 않아도 자신의 캐릭터를 우클릭하면 가능하다.)
현재 이 경매시스템은 패치로 인해 사라졌다.

#### 상단 시스템
상단이랑 뜻을 같이하는 사람이나 아는 사람이 모이는 집단을 말하며, 다른 게임에서의 길드와 비슷한 의미를 가진다. 각 마을의 최고 투자자가 되면 레벨 30이나 신용등급 20이상인 상태에서 상단을 설립할 수 있다. 소유한 마을이 한 개인 상태에서 최고 투자자 자리를 잃거나, 공성전에서 성이 함락되면 상단이 해산된다. 최대 200명이 상단에 들어갈 수 있다.
상단에 가입하면 상단 채팅을 통하여 다른 상단원과 대화할 수 있으며, 상단에 속해 있는 마을의 시설을 이용할 때 할인(90%)을 받을 수 있다. 또한 상단원들과의 교류를 통해 친목 도모나 정보 공유를 할 수 있으며, 공성전에 참여할 수도 있다.
다른 상단이 자신의 상단에 적대 관계를 설정하고 자신의 상단도 그 상단에 적대 관계를 설정하면 해당 적대 상단의 마을에는 출입할 수 없게 된다. 또한 자신의 상단을 적대 관계로 설정한 마을의 시설을 이용할 때는 추가 요금을 지불해야 한다.
- 대방

상단을 설립한 사람. 상단명과 상단기 선택, 사환의 입단/해고, 대행수/행수/행동대장의 임명, 다른 상단과의 적대 관계 설정, 상단 해산을 할 수 있다. 대방 캐릭터의 바닥에는 대(大)자가 쓰인 고리가 표시된다.
- 도방

대방의 권한을 가진 직위
도방 캐럭터의 바닥에는 도(都)자가 쓰인 고리가 표시된다.
- 대행수

대방이 임명하는 직위. 사환이나 행수 중에서 임명할 수 있다. 공성전에서 상단을 방어하는 임무를 맡고 있다. 상단이 소유한 모든 마을의 방어력을 올릴 수 있다. 대행수 캐릭터의 바닥에는 수(首)자가 쓰인 고리가 표시된다.
- 행수

마을의 최고 투자자 자리에 있는 사람. 상단은 마을을 기본으로 구성되어 있으므로 그만큼 중요한 자리이다. 자신이 소유한 마을의 방어력을 올릴 수 있다. 행수 캐릭터의 바닥에는 행(行)자가 쓰인 고리가 표시된다.
- 서기

행수가 임명하는 직위. 최고 투자자로 있는 마을 수에 따라 각각 1명씩 임명할 수 있다. 서기는 지정된 마을의 안내문 텍스트를 작성할 수 있는 권한을 갖게되며 서기 캐릭터의 바닥에는 서(書)자가 쓰인 고리 이펙트가 나타난다. 다만 공지 작성 외의 마을관련 기능은 수행할 수 없다.
- 행동대장

대방이 임명하는 직위. 상단이 소유한 마을의 수에 따라서 임명할 수 있는 인원수가 정해져 있다. 공성전에서는 3배의 공격력을 발휘할 수 있으므로 주로 전투력이 높은 사환을 대상으로 임명한다. 행동대장 캐릭터의 바닥에는 장(將)자가 쓰인 고리가 표시된다.
- 사환

마을을 소유하지 않은 채로 상단에 가입하면 받을 수 있는 기본 직위.

#### 마을 투자
가장 많은 투자를 한 사람이 마을의 최고 투자자가 된다. 투자는 누구라도 자유롭게 할 수 있으며, 한 번에 투자할 수 있는 양은 전체 투자액의 최고 10%까지이다. 또, 한 번 투자를 하면 게임 시간으로 1개월 동안 같은 마을에 추가 투자를 할 수 없다. 캐릭터의 투자금은 0%가 되면 사라지므로 주의해야 한다. 마을의 수익금은 투자 비율에 따라서 분배된다.
상단사이의 공성전에서 함락된 마을은 최고투자자가 30%, 보통투자자 20%의 투자금손실이 발생하며,
승리한 대방들은 기여도에 따라 마을 총투자금의 5%를 나눠서 지급받게 된다.

#### 주막 이용 시스템
거상의 각 마을에는 주막이 있다. 주막의 기능은 용병 및 물품을 보관하는 기능이 있고, 이때 유료아이템인 식량이 소모된다.(주막이용권도 존재하는데, 이 아이템은 일정 기간 동안 주막을 자유롭게 이용할 수 있게 해준다.)
소모되는 식량은 용병은 2개, 1차장수와 몬스터는 3개, 2차장수는 5개이며, 용병만 계정간 공유가 가능하다.
보관 슬롯의 경우 용병, 몬스터, 1차장수, 2차장수는 식객명부라는 아이템을 이용해 확장할 수 있으며, 물품의 경우 물품 보관패라는 아이템을 이용해 확장할 수 있다.
현재 수수료 지불의 경우, 맡길 때에 지불하는 선불제이며 이는 주막이용권 사용후 용병을 맡길 경우에도 적용된다.

## 문제점
- 부분 유료화 게임으로 캐쉬 아이템을 판매하고 있으나, 6,7년 전 출시된 캐쉬 아이템들이 현재 화폐가치를 반영해도 상대적으로 가격이 높은 편이다. 하지만 회사측은 지금까지 구입해왔던 이용자들의 예를 들어 가격 재책정이 이루어지지 않고 있다.

- 근 10년동안 서비스된 게임이라 신규 이용자의 진입 장벽이 상당히 높은 편이며, 이로 인해 기존 이용자와 파티를 맺어 파티 경험치를 획득하는 초급 유저가 급격히 늘어났다. 이 문제를 해결하고자 초급 NPC와 임무수행이 신설되었으나 별 효과를 거두지 못하고 있다. ←최근 초보자퀘스트패치로 보상은 커지고 시간은 단축되는등 초보자들을 위한 편의성패치가 이루어졌다.(2015/09/16 수정)

- 지나친 사냥 위주의 기획으로 게임의 모티브인 '상업과 경제'로부터 멀어지고 있다는 비판이 꾸준히 제기되고 있다.

- 신수, 흉수의 등장과 함께 신 던전이 추가되었으나 이에 따라 특정던전에서는 신수가 없이는 사냥이 불가능할 정도로 신수의 필요성이 커졌다. 다만 성능이 뛰어난 개조,각성 장수가 많이 나와 장수만 가지고도 다닐수있는 사냥터가 많이 늘어났고 장수에서 신수로 스펙을 올리는 공백기간도 기존보다는 많이 줄어들었다
- 이미 시중에 나오고 있는 API를 활용못해, 아무리 좋은 컴퓨터라도(예:I7 CPU) 게임 제작진들은 이 문제를 해결한다는 말을 본적이 없고, 용량도 필요없이 많아, 많은 사람들이 3클라 이상으로 하려고 하면 컴퓨터 2대는 기본 (필요없는 소스만 널려있고, 실제로는 이밴트때에 만 쓰는 그런방식이다보니, 대부분 필요없는 용량이다.)
- 이미 나온 많은 버그들은 고칠 의향이 전혀없었으나 2016년 후에 개발자가 고치겠다고 선언하고 실제로도 큰 버그들은 대거 수정보완되었다. [유명계 랙존, 공중겹뎀버그,연속스킬 시전 드래그 문제, 브리트라의 창 버그 등]
- 스킨을 쓰면 정지한다고 유저한테 대놓고 예기하는데, 유저 반 이상은 스킨을 쓴다. (심지어 파란거상에서도 스킨자료실이 있는게 현실) 다만 원래 모든 게임들이 스킨변조같은건 원래 클라이언트를 개조하는거라 제재하겠다고 말하지만 거상처럼 소위 말하는 룩딸 즉 아바타나 스킨 판매로 수익을 잘 내는 게임이 아니고서야 게임 플레이에 해를 끼치지 않는다면 유저제작 자막처럼 대부분의 게임에서 웬만하면 잡겠다고는하지만 허용되는 부분이다.
- 신 장수들이 나오고, 새로운 각성 장수들이 나오지만, 이미 예전에 너프를 받은 장수/몬스터들은 (예: 가네샤, 서산대사, 거북차, 미나모토, 쎄쓰노카미, 도라노스케, 유민, 난다데비, 구흐야카, 와키자카 등등) 개선해야할 필요가 보인다. 개선한다는 소식은 감감무소식이 된지 아주 오래전 일이였지만 사실상 3차 장수인 개조,각성 장수시스템을 추가한 뒤로는 장수들의 평균적인 성능이 매우 좋아졌고 성능이 매우 뒤쳐지는 장수들도 대부분은 기존에비해 쓸만해졌다.다만 몇몇 장수들이 각성을해도 상대적으로 약하고 용도도 딱히 없어서 버림받는중이지만 기존보단 상당히 개선됨.
- 대부분 유저들이 주인공 캐릭터를 결정할 때 대부분 힐이 뛰어나고 탱킹도 괜찮은 대만남자나 탱킹력을보고 대만여자를 선택을 하고 돈벌이에 특화 된 조선여자를 선택한다. 그렇기에 그 외의 캐릭터의 개선도 분명 필요한데 엄밀히 따지자면 대만남자,대만여자가 사기라기보단 주인공 캐릭터들이 전직이 나온지 너무 오래되어서 메타에 뒤떨어지고 성능도 뒤쳐져 그런것이다. 당장 몇년전에 나온 인도 주인공들은 출시 당시에는 인도 주인공으로 템셋팅을 갖춰서 사냥하는 등 대만주인공만큼은 아니여도 꽤 수요가 있고 괜찮다는 평을 받았지만 결국 새로운 사냥터가 계속 나오면서 점점 도태되었다. 근데 인도를 제외한 나머지 국적은 인도랑은 비교도 안되게 오래전에 나온 주인공 클래스이기에 몇년전에 나온 인도 주인공도 버림받는 마당에 직접 사냥하는 일에는 쓸모가 없으니 편하고 유틸성은 괜찮은 대만만 쓰이는지라 장수들이 개조,각성이 나오고 상당히 개선된 것처럼 슬슬 주인공도 2차 전직을 만들어줘야 하는게 아니냐는 의견도 꽤 많다.
- 전직 본케 물품들을 구할 수 있는 방법이 더 필요하다.